# 杜固扎巴堅贊
杜固扎巴堅贊（藏語：སྤྲུལ་སྐུ་གྲགས་པ་རྒྱལ་མཚན，威利转写：sprul sku grags pa rgyal mtshan；1619年—1656年），又譯祖古扎巴堅贊，是一位藏傳佛教格魯派的喇嘛。他在五世達賴喇嘛在位期間擔任哲蚌寺的座主。
扎巴堅贊出生之後曾被認定為四世達賴喇嘛的轉世靈童之一，後來被認定為班禪索南扎巴（三世達賴喇嘛的師父）的轉世。他與五世達賴喇嘛一起，拜四世班禪喇嘛學習佛法。
雖然五世達賴喇嘛掌握了西藏政權，但扎巴堅贊的威望超越了他，甚至擁有更多弟子、接受了更多供養。而五世達賴向寧瑪派學習教法的時候，遭致了扎巴堅贊的強烈反對。西藏官員們為了維護五世達賴的權威，便派人謀殺了扎巴堅贊。
相傳他死後成為厲鬼，化身成為多傑雄登。此後歷代達賴喇嘛都視多傑雄登為魔鬼，對其信仰加以禁止。現任的第十四世達賴喇嘛也對該信仰加以禁止，引發了多傑雄登爭議。不過也有說法認為多傑雄登的原型不是他，而是索南群培。